# Le Temple-de-Bretagne
Le Temple-de-Bretagne är en kommun i departementet Loire-Atlantique i regionen Pays de la Loire i nordvästra Frankrike. Kommunen ligger i kantonen Saint-Étienne-de-Montluc som tillhör arrondissementet Nantes. År 2022 hade Le Temple-de-Bretagne 2 005 invånare.

## Befolkningsutveckling
Antalet invånare i kommunen Le Temple-de-Bretagne
| Referens: INSEE |